# Реком
Реком (осет. Реком) — персонаж нартского эпоса и осетинской мифологии, божество плодородия, а также одно из трёх, наряду с Мыкалгабырта и Таранджелоз, главных осетинских святилищ.

## Мифология
К Реком обращались с просьбой послать богатый урожай, удачный сенокос и охоту. Реком являлся многофункциональным божеством, кроме просьб, связанных с сельским хозяйством, к нему обращались для исцеления от болезней и защиты от злых сил. Культ почитания Реком был широко распространен в Алагирском ущелье и праздник, посвящённый Реком, отмечался в июле. Во время этого праздника, который длился целую неделю, совершалось жертвоприношение Реком многочисленного скота. При жертвоприношении могли присутствовать только мужчины, потому что святилище Рекома являлось центром культа Уастырджи, являвшегося покровителем мужчин.
Согласно нартскому эпосу, на месте, где упала одна из трёх слёз Бога, пролитая по поводу гибели нарта Батрадза, образовалось святилище Рекома, называемое по-осетински Рекомы дзуар или Рекомы Уастырджи.

И как бы знаменуя собою переход от одной цивилизации к другой, первые „храмы“ Осетии появляются только после смерти Нарта Батрадза, погубленного зэдами и дуагами по повелению опечаленного бога. Эти крупные святилища — Реком, Мыкалгабырта и Таранджелос якобы произошли от трёх слезинок, которые бог пролил над Батрадзом.

## Святилище Реком
Святилище Реком находится в Цейском ущелье, примерно в трёх километрах от селения Верхний Цей. Расположено оно на живописной, не зарастающей лесом поляне, по данным обследования археолога Владимира Кузнецова и геолога Галины Голодковской (с применением лихенометрическоно метода), сформировавшейся в результате схода ледника примерно в начале XII века. Святилище выстроено из горной сосны (что является уникальным примером, поскольку подавляющее большинство осетинских святилищ и храмов — каменные). Предположительно, судя по археологическим находкам, святилище было построено в XIII-XIV ст. — в этот период наиболее активизировалось храмовое строительство, при этом в архитектуре культовых сооружений отчётливо прослеживается языческое влияние (в частности, примерно в это же время была построена расположенная неподалёку нузальская часовня). Однако в XVIII столетии сооружение, видимо, постепенно превращается в языческое святилище (судя по упоминаемому декабристом Владимиром Толстым находившемуся в здании колоколу с дарственной надписью от грузинского царевича Георгия Багратиони, датируемой 1688 г., здание ещё в конце XVII века функционировало как христианский храм); хотя вопрос, изначально ли святилище было построено как христианский храм либо же сначала было языческим святилищем, впоследствии ставшим христианским, остаётся открытым. В XVIII-м же веке святилище Реком начинает привлекать к себе внимание иностранных путешественников и исследователей. К настоящему времени святилище Реком отреставрировано четыре раза, при этом во время реставрации 1936 г. были также проведены арехологические раскопки. Туда часто водят туристов. Святилище является одним из наиболее почитаемых на территории Северной Осетии, неофициально считается главным мужским святилищем Осетии, вход в который запрещён женщинам.